# Heiligtum der Wahrheit

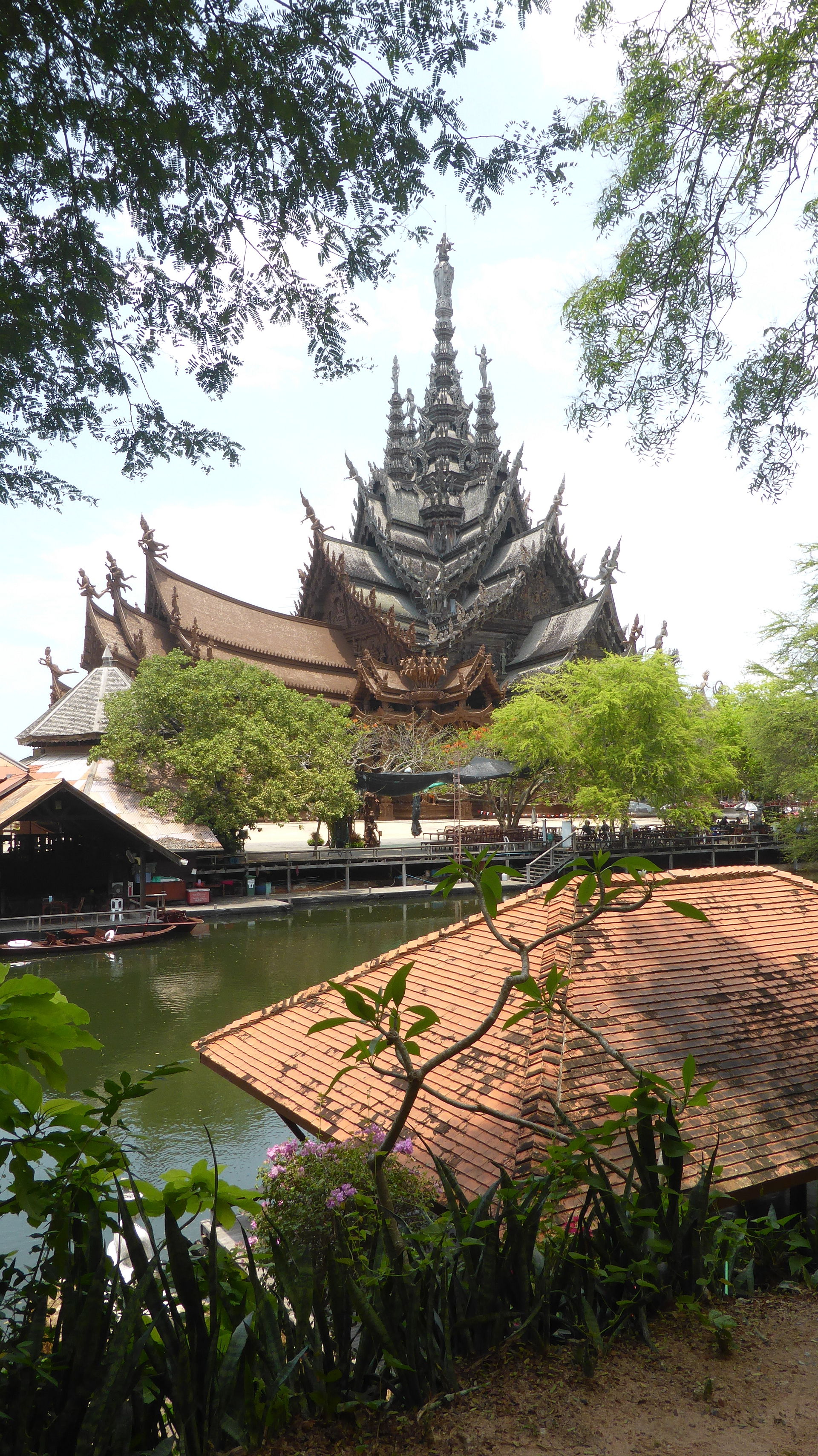
Sanctuary of Truth

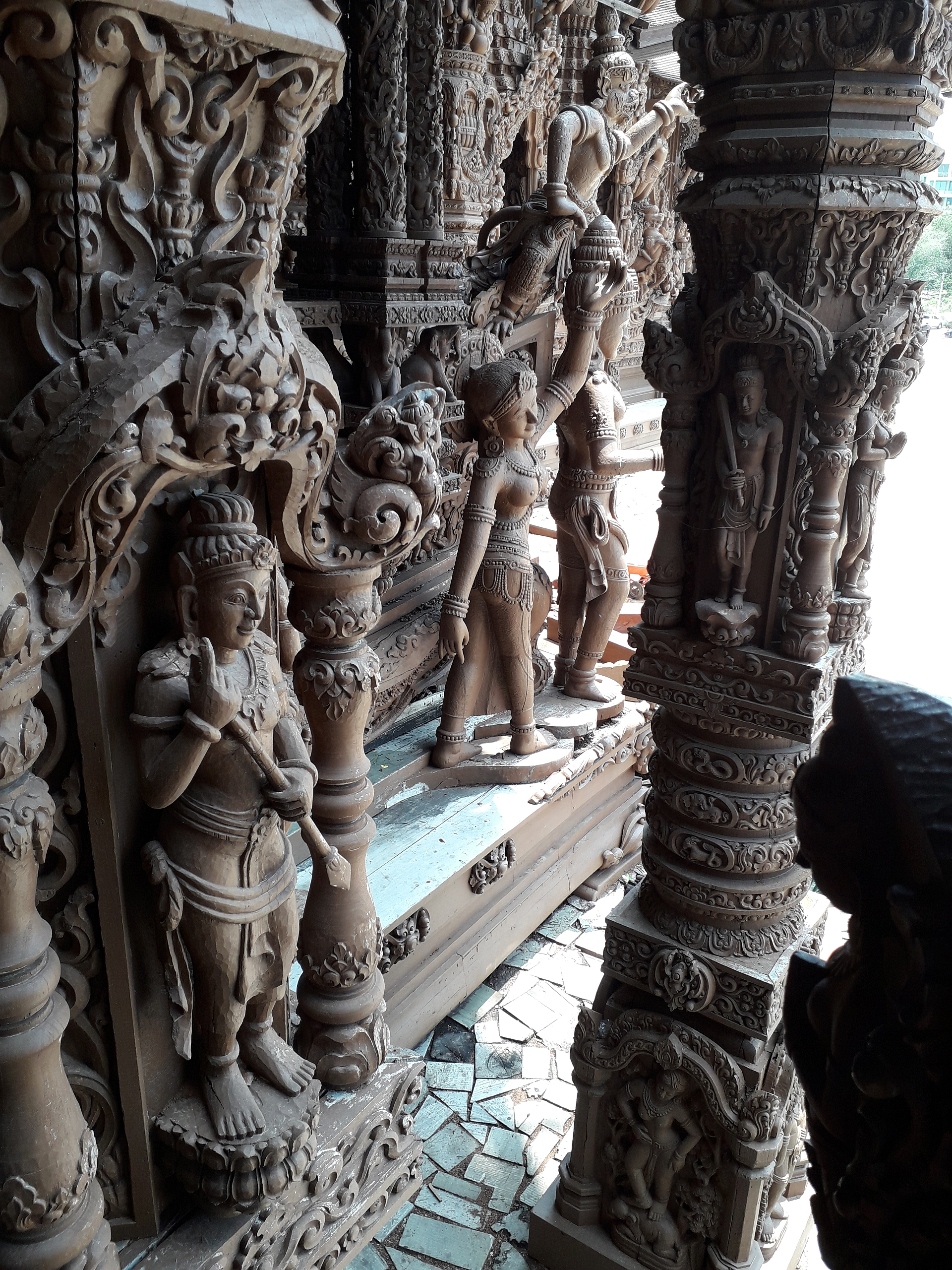
Holzschnitzereien

Sanctuary of Truth (wörtl. Heiligtum der Wahrheit, in Thai: ปราสาทสัจธรรม Prasat Satchatham) ist ein Denkmal in Pattaya in der Provinz Chonburi in der Bauweise eines buddhistischen Tempel (Wat)

## Lage
Das Heiligtum der Wahrheit liegt in der Naklua Soi 12 im Ortsteil Naklua (Naklua – Salzfelder) der Stadt Pattaya im Landkreis (Amphoe) Bang Lamung der Provinz Chonburi im östlichen Teil von Zentralthailand.

## Geschichte und Bedeutung
Der größte hölzerne Gebäudekomplex des Landes (Baubeginn 1981) ist mit aufwändigen Schnitzarbeiten verziert und zeigt mythologische Figuren verschiedener Religionen und Kulturen. Die Kunstwerke aus Thai-, Khmer-, laotischer und chinesischer Kultur sind eine Erinnerung an die Architektur und den Kunststil des Zeitalters des Rattanakosin. Das Bauwerk ist 105 Meter hoch, hat bei einer ungefähren Länge von knapp 100 Meter eine Grundfläche von annähernd zwei Rai und liegt in einem Park mit einer Fläche von 70 Rai. Bis zur Vollendung sind noch einige Dekaden vorgesehen.
Das Projekt war eine Idee der Geschäftsleute Lek Wiriyaphan und seiner Frau Prapai, die auch das Erawan-Museum und Mueang Boran (Ancient City) konzipiert haben.